# Burn It Down
«Burn It Down» (в переводе с англ. — «Сжечь дотла») — первый сингл американской рок-группы Linkin Park из их пятого студийного альбома Living Things, вышедший 16 апреля 2012 года.

## Предыстория и релиз
24 марта 2012 AllAccess Music Group объявила о том, что новый сингл Linkin Park будет называться «Burn It Down», и выйдет он 16 апреля 2012 года. Несмотря на то, что позже информация была удалена с сайта компании, 28 марта на официальных каналах группы на сайтах Viddy и YouTube появилась видеозапись, в которой Майк Шинода подтверждал дату выхода и название сингла. 4 апреля сингл был слит в Интернет в очень плохом качестве.
5 апреля на официальном сайте Linkin Park появилась подстраница, посетителям которой предлагалось собрать пазл. Получившаяся картинка была 1/16 частью общего изображения. Пазлы появлялись на сайте 8 дней подряд 2 раза в день. Те, кто собрал все 16 картинок, получили изображение обложки сингла. Сама обложка появилась на сайте 12 апреля полностью собранная, надпись под ней гласила: «UNLOCKED. COME BACK» (в переводе с англ. — «Разблокировано. Возвращайтесь»).
11 апреля Warner Music Germany сообщил, что сингл «Burn It Down» выйдет в 17:00 по московскому времени и будет доступен для скачивания на iTunes. 12 апреля на радио SONiC 102.9 был презентован 30-секундный отрывок сингла.
13 апреля на сайте burnitdown.linkinpark.com появилась игра, смысл которой состоял в том, чтобы чёрной фигурой поглощать другие фигуры, двигая курсор в сторону, противоположную движению фигуры. Во время игры звучат отрывки «Burn It Down».
16 апреля на официальном канале Linkin Park на YouTube состоялся пре-релиз сингла. Также песню «Burn It Down» можно прослушать на странице сингла на официальном сайте Linkin Park.
16 апреля в 17:00 по московскому времени состоялась премьера сингла «Burn It Down» на 4 американских радиостанциях: Modern Rock 98.7, Q103 Albany, LIVE 105, KROQ 106.7. В России премьера сингла состоялась также в 17:00 на радиостанции «Европа-Плюс Санкт-Петербург».

## Видеоклип
Съёмки видео на песню «Burn It Down», режиссёром которого стал Джо Хан, проходили с 27 по 29 марта.
Первый раз кадры из клипа появились в проморолике к плей-офф НБА 2012, вышедшем ещё до официального релиза клипа.
Премьера клипа состоялась 24 мая на американском MTV в 22:53 по московскому времени в рамках программы MTV First.

## Концертные выступления
Группа представила сингл 16 мая 2012 года в Third Encore Rehearsal Studios (Бербанк, Калифорния) на выступлении для тех, кто выиграл конкурс от радио KROQ. Также группа выступила с песней «Burn It Down» на церемонии Billboard Music Awards 2012.

## Список композиций
Digital Download iTunes
| №  | Название       | Длительность |
| -- | -------------- | ------------ |
| 1. | «Burn It Down» | 3:50         |

| №  | Название                | Длительность |
| -- | ----------------------- | ------------ |
| 1. | «Burn It Down»          | 3:50         |
| 2. | «New Divide» (Live)     | 4:29         |
| 3. | «In the End» (Live)     | 3:39         |
| 4. | «What I've Done» (Live) | 4:04         |

| №  | Название            | Длительность |
| -- | ------------------- | ------------ |
| 1. | «Burn It Down»      | 3:51         |
| 2. | «New Divide» (Live) | 4:29         |
| 3. | «In the End» (Live) | 3:39         |

## Чарты
| Чарт (2012)                            | Высшая позиция |
| -------------------------------------- | -------------- |
| Австралия (ARIA)                       | 41             |
| Австрия (Ö3 Austria Top 40)            | 12             |
| Бельгия/Фландрия (Ultratop 50)         | 46             |
| Бельгия/Валлония (Ultratop 50)         | 34             |
| Canadian Hot 100                       | 33             |
| Дания (Tracklisten)                    | 37             |
| Франция (SNEP)                         | 77             |
| Германия (GfK)                         | 2              |
| Ирландия (IRMA)                        | 43             |
| Japan Hot 100                          | 34             |
| Mega Single Top 100                    | 60             |
| Новая Зеландия (Recorded Music NZ)     | 13             |
| Portugal Singles Top 50                | 40             |
| Russian Top 10                         | 10             |
| Шотландия (OCC Scotland)               | 28             |
| Испания (PROMUSICAE)                   | 43             |
| Великобритания (OCC UK Singles)        | 27             |
| UK Rock                                | 1              |
| Billboard Hot 100                      | 30             |
| Rock Songs (Billboard)                 | 1              |
| Alternative Songs (Billboard)          | 1              |
| Hot Mainstream Rock Tracks (Billboard) | 4              |
| Hot Digital Songs (Billboard)          | 11             |